# Maureen Tucker
Maureen Ann "Moe" Tucker, född 26 augusti 1944 i Jackson Heights i Queens i New York (och uppväxt i Levittown, Long Island, New York), är en amerikansk trummis och sångare. Hon är mest känd som trummis i rockbandet The Velvet Underground, men har även släppt ett antal soloalbum.
Vid 19 års ålder började Tucker spela trummor. Innan hon blev medlem i The Velvet Underground jobbade hon som programmerare på IBM. Hon blev intagen som trummis efter att originaltrummisen Angus MacLise vägrat uppträda för betalande publik. Tuckers spelstil var udda. Det var vanligare att hon stod upp och spelade än att hon satt. Bastrumman hade hon vänd upp och ner, och hon använde sällan cymbaler. 
Hon spelade också bas och sjöng på några få inspelningar med gruppen som släppts senare. Tucker blev gravid våren 1970 och lämnade då gruppen efter att ha spelat på tre album. Hon står listad som medlem på gruppens fjärde och sista studioskiva, Loaded, men medverkar inte där alls. Hon kom tillbaka till gruppen senare samma år, men den hade då börjat falla sönder och hon lämnade den igen 1972.
Hon skötte om sitt familjeliv resten av 1970-talet för att på 1980-talet börja turnera som soloartist i liten skala. Hon släppte även några album på små skivbolag där hon sjöng och spelade gitarr, bland annat om det hårda livet som mamma. Hon var med vid VU:s återförening 1993 och spelade på livealbumet Live MCMXCIII. Hon gästade även de gamla VU-kompisarna John Cale och Lou Reeds soloinspelningar.

## Diskografi
Solo
- 1981 – Playin' Possum
- 1985 – Another View (EP)
- 1987 – Moejadkatebarry (EP)
- 1989 – Life in Exile After Abdication
- 1991 – I Spent a Week There the Other Night
- 1992 – Oh No, They're Recording This Show (live)
- 1994 – Dogs Under Stress
- 1998 – Waiting for My Men (samling)
- 2002 – Moe Rocks Terrastock (live)

The Velvet Underground
- 1967 – The Velvet Underground and Nico
- 1968 – White Light/White Heat
- 1969 – The Velvet Underground
- 1974 – 1969: The Velvet Underground Live
- 1985 – VU
- 1986 – Another View
- 1993 – Live MCMXCIII

Övrigt
- 1990 – Fire in the Sky (med Half Japanese)
- 2000 – Five Points Crawl (med The Kropotkins)